# 纽芬兰-拉布拉多省第2区
纽芬兰-拉布拉多省第2区（英語：Division No. 2, Newfoundland and Labrador）是位于加拿大纽芬兰与拉布拉多省的一个人口普查区，主体区域位于纽芬兰岛南端的比林半岛。和纽芬兰与拉布拉多省的其他人口普查区一样，分区仅作为人口普查的统计需要，而并非一个政治实体。
根据2006年加拿大人口普查得出的数据，该普查区的土地面积为6,099.08平方千米，人口数量为20,372。

## 法人代表社区

### 城镇
- 贝恩港（英语：Baine Harbour）
- 阿金特湾酒店（英语：Bay L'Argent）
- 比林（英语：Burin, Newfoundland and Labrador）
- Cape Roger Harbour
- 东英吉利港（英语：English Harbour East, Newfoundland and Labrador）
- Femme
- 一夜暴富镇（英语：Fortune, Newfoundland and Labrador）
- 福克斯湾-莫捷（英语：Fox Cove-Mortier, Newfoundland and Labrador）
- 法国人湾（英语：Frenchman's Cove, Newfoundland and Labrador）
- 加尼什（英语：Garnish, Newfoundland and Labrador）
- 格兰德班克（英语：Grand Bank, Newfoundland and Labrador）
- 大皮埃尔镇（英语：Grand le Pierre, Newfoundland and Labrador）
- Jemmy's Cove
- 拉马林（英语：Lamaline, Newfoundland and Labrador）
- 草坪镇（英语：Lawn, Newfoundland and Labrador）
- 勒温湾（英语：Lewin's Cove, Newfoundland and Labrador）
- 东小湾（英语：Little Bay East, Newfoundland and Labrador）
- 勋爵湾（英语：Lord's Cove, Newfoundland and Labrador）
- 马里斯敦（英语：Marystown, Newfoundland and Labrador）
- New Harbour
- 帕克湾（英语：Parkers Cove, Newfoundland and Labrador）
- Pays Cove
- 高卢角（英语：Point au Gaul, Newfoundland and Labrador）
- 五月点（英语：Point May, Newfoundland and Labrador）
- Prowseton
- 红港（英语：Red Harbour, Newfoundland and Labrador）
- 鲁松（英语：Rushoon, Newfoundland and Labrador）
- Ryle's Barrisway
- 圣伯纳德-雅克·方丹（英语：St. Bernard's-Jacques Fontaine, Newfoundland and Labrador）
- 圣劳伦斯
- 特伦斯维尔（英语：Terrenceville, Newfoundland and Labrador）
- Trammer
- 温特兰（英语：Winterland, Newfoundland and Labrador）